# 차과나스

차과나스의 위치

차과나스(영어: Chaguanas)는 트리니다드 토바고의 도시로 면적은 59.65km2, 인구는 83,516명(2011년 기준), 인구 밀도는 1,416명/km2이다. 수도 포트오브스페인에서 남쪽으로 18km 정도 떨어진 곳에 위치한다.

## 인구
| 연도 | 인구   | ±%      |
| ---- | ------ | ------- |
| 1980 | 6,177  | —       |
| 1988 | 8,000  | +29.5%  |
| 2000 | 61,897 | +673.7% |
| 2011 | 83,489 | +34.9%  |